# 本多平八郎
本多平八郎（1895年—1973年），日本战国时代著名武将本多忠胜（平八郎）的子孙，原日本大阪外国语大学英文学科教授，英文学者，翻译家，诗人。以《万叶集》英文全译本而闻名。其作品曾经获得1967年的第4届日本翻译文化奖。

## 生平
曾在日本明治及大正时期著名的英文私塾“国民英学会”学习英语。学成后，担任京都府立第一商业学校英文教师，其后转入大阪外国语大学英文学科担任教授。曾受邀在美国哈佛大学、华盛顿大学担任客座教授，讲授日本诗歌。

## 交友
在国民英学会的同窗有日本曾田香料株式会社的创始人曾田政治。
弟子有日本著名小说家司马辽太郎。日本英文学者，文艺评论家，明治大学教授西村孝次。日本佛教大学英文教授冈本庄三郎。

## 逸话
本多平八郎的译诗一般不采用无韵诗直抒胸臆的译法，而是注重匠心独运的英文押韵。
日本英文学者，文艺评论家，明治大学教授西村孝次认为本多平八郎充满魅力，不仅使自己喜欢上了英文，还打开了自己通往文学之路。
日本著名小说家司马辽太郎曾专门写下了一篇散文，记录了他与本多平八郎之间的故事。司马辽太郎认为本多平八郎继承了先祖本多忠胜勇武好斗的性格特征，甚至与当时日本军队的军官也发生过打斗。本多平八郎极为勤奋好学，为了纠正自身青年时期留学法国时受到的英文教育的不良习惯，在退休之后，以70岁的高龄仍然远渡重洋，前往美国继续学习。

## 译作
- The bend of the road,創元社,1933.
- ガブリエル・フート = Statement of Gabriel Foot,莊人社,1934.
- ウイドー,大洞書房,1934.
- Model quotations,創元社,1940.
- Pearls of morning,Seinen Tsushinsha,1944.
- 英訳小倉百人一首,関書院,1947.
- Senior readings,高島屋出版部,1948.
- 小倉百人一首 : 和英対訳,関書院,1952.
- 英訳小倉百人一首,北星堂書店,1956.
- 英文歌集みだれ髪,北星堂書店,1957.
- 英訳若山牧水歌集,北星堂書店,1958.
- 石川啄木歌集, 北星堂書店,1959.
- From spring to winter,Hokuseido Press,1960.
- Stray leaves from the Manyoshu : two hundred poems from Manyoshu,Hokuseido Press,1965.
- The Manyoshu: a new and complete translation,Hokuseido Press,1967.